# Sporting Tisselt
Sporting Tisselt is een Belgische voetbalclub uit Tisselt. De club is aangesloten bij de KBVB met stamnummer 7565 en heeft rood en wit als clubkleuren. Ze spelen momenteel in Eerste provinciale van Antwerpen, ze hebben de eerste competitie ronde gewonnen dat betekent dat ze sowieso naar de kwalificatie ronde gaan, als ze die halen mogen ze naar 2B.

## Geschiedenis
De club sloot zich begin jaren 70 aan bij de Belgische Voetbalbond. Tisselt bleef er in de provinciale reeksen spelen.
Danny Pfaff, broer van Jean-Marie Pfaff, begon als hoofdcoach aan het seizoen 2012-13 maar werd in de tweede seizoenshelft ontslagen wegens slechte resultaten.
Hugo Wuyts nam de fakkel over maar kon degradatie naar derde provinciale niet vermijden.
Na drie jaar in Derde Provinciale volgde in seizoen 2015-2016 de titel en promotie naar Tweede. Sinds het seizoen 2022-2023 komt Tisselt uit in 1ste provinciale Antwerpen.

## Resultaten
| Seizoen | Klasse | Klasse | Klasse | Klasse | Klasse | Klasse | Klasse | Klasse | Klasse | Reeks                                                    | Punten                                                   | Opmerkingen                                              |
|         | I      | I      | II     | III    | IV     | P.I    | P.II   | P.III  | P.IV   |                                                          |                                                          |                                                          |
| ------- | ------ | ------ | ------ | ------ | ------ | ------ | ------ | ------ | ------ | -------------------------------------------------------- | -------------------------------------------------------- | -------------------------------------------------------- |
| 2012/13 |        |        |        |        |        |        | 15     |        |        | Tweede Prov. Antw. A                                     | 23                                                       | Degradatie                                               |
| 2013/14 |        |        |        |        |        |        |        | 2      |        | Derde Prov. Antw. B                                      | 60                                                       |                                                          |
| 2014/15 |        |        |        |        |        |        |        | 6      |        | Derde Prov. Antw. B                                      | 45                                                       |                                                          |
| 2015/16 |        |        |        |        |        |        |        | 1      |        | Derde Prov. Antw. B                                      | 63                                                       |                                                          |
|         | 1A     | 1B     | 1Am    | 2Am    | 3Am    | P.I    | P.II   | P.III  | P.IV   | Vanaf 2016-17 zijn er 3 nationale en 2 regionale niveaus | Vanaf 2016-17 zijn er 3 nationale en 2 regionale niveaus | Vanaf 2016-17 zijn er 3 nationale en 2 regionale niveaus |
| 2016/17 |        |        |        |        |        |        | 2      |        |        | Tweede Prov. Antw. A                                     | 56                                                       |                                                          |
| 2017/18 |        |        |        |        |        |        | 3      |        |        | Tweede Prov. Antw. A                                     | 63                                                       |                                                          |
| 2018/19 |        |        |        |        |        |        | 15     |        |        | Tweede Prov. Antw. A                                     | 29                                                       | Degradatie                                               |
| 2019/20 |        |        |        |        |        |        |        | 1      |        | Derde Prov. Antw. B                                      | 59                                                       |                                                          |
| 2020/21 |        |        |        |        |        |        | -      |        |        | Tweede Prov. Antw. A                                     | -                                                        | Seizoen geschrapt wegens Covid-19                        |
| 2021/22 |        |        |        |        |        |        | 7      |        |        | Tweede Prov. Antw. A                                     | 47                                                       | Promotie via eindronde.                                  |
| 2022/23 |        |        |        |        |        | 4      |        |        |        | Eerste Prov. Antw.                                       | 54                                                       |                                                          |
| 2023/24 |        |        |        |        |        | 5      |        |        |        | Eerste Prov. Antw.                                       | 53                                                       |                                                          |
| 2024/25 |        |        |        |        |        | 9      |        |        |        | Eerste prov. Antw                                        | 42                                                       |                                                          |
| 2025/26 |        |        |        |        |        |        |        |        |        | Eerste prov. Antw.                                       |                                                          |                                                          |